# International Lunar Network
International Lunar Network (ILN, англ. Міжнародна місячна мережа) — проектована мережа станцій на поверхні Місяця. Кожна з цих станцій буде вузлом у місячній геофізичній мережі. У підсумку вона, можливо, буде включати в себе 8-10 синхронно працюючих вузлів. Кожен вузол має виконувати принаймні дві основні функції, серед яких можуть бути: сейсмічне зондування, дослідження теплових потоків, лазерні відбивачі. Виконувані функції повинні бути специфічні для кожної станції.
Передбачається, що різні вузли мережі можуть бути створені космічними агентствами різних країн. На окремих вузлах можуть виконуватися додаткові специфічні експерименти, в тому числі дослідження місячної атмосфери, пилу, фізики плазми, електромагнітне профілювання місячного реголіту і кори. Також можливе проведення астрономічних досліджень.
24 липня 2008 року в Місячному науковому інституті НАСА відбулася консультативна нарада, в якій взяли участь представники космічних агентств США, Канади, Німеччини, Індії, Південної Кореї та Великої Британії. У ході зібрання було прийнято рішення відправити до Місяця перші два вузла в 2013 і 2014 році, наступні два — в 2016 і 2017 році. Однак згодом була встановлена нова дата першого пуску — 1 березня 2018 року. Станом на 2013 рік ведеться розробка автоматичних станцій для посадки на Місяць.